# Dioscorea vilis
Dioscorea vilis är en enhjärtbladig växtart som beskrevs av Carl Sigismund Kunth. Dioscorea vilis ingår i släktet Dioscorea och familjen Dioscoreaceae. Inga underarter finns listade i Catalogue of Life.